# Ernst Barlach
Ernst Barlach (ur. 2 stycznia 1870 w Wedel, Holsztyn, zm. 24 października 1938 w Rostocku, choć inne źródła podają Güstrow) – niemiecki rzeźbiarz, malarz, pisarz i poeta; ekspresjonista tworzący także w stylu secesji.

## Życie i twórczość
Był synem lekarza. Studiował w Hamburgu, Dreźnie i Paryżu. W 1906 odbył podróż do Rosji, a później również do Włoch, do Florencji. Od 1910 mieszkał w Güstrow w Meklemburgii. Podróże te ukształtowały go ostatecznie jako artystę. Zainspirowany rosyjską sztuką ludową i średniowieczną rzeźbą w drewnie tworzył proste w formie rzeźby figuralne, wyrażające ludzkie tęsknoty.
Pierwszą indywidualną wystawę miał w 1917 roku w Galerii Cassiera w Berlinie.
Za swoją działalność artystyczną, jeszcze w okresie Republiki Weimarskiej, został uhonorowany członkostwem w Pruskiej Akademii Nauk i orderem Pour le Mérite.
Jego twórczość została potępiona przez reżim nazistowski – artysta został zaliczony do przedstawicieli tzw. sztuki zdegenerowanej, odebrano mu wcześniejsze godności i odznaczenia oraz prawo do wykonywania zawodu, a jego dzieła zostały w większości zniszczone.

## Dzieła wybrane

### Rzeźba
- Rosyjska żebraczka (1907)
- Berserker (1910)
- Opuszczenie 1911
- Mściciel (1914)
- Matka Ziemia (1920)
- Powitanie (1926)
- Siedzący mężczyzna (1928)
- Śpiewający mężczyzna (1928)
- Matka i dziecko, (1935)
- Flecista (1938)

### Dramat
- Potop (w 1924 nagroda literacka imienia Kleista).

## Galeria

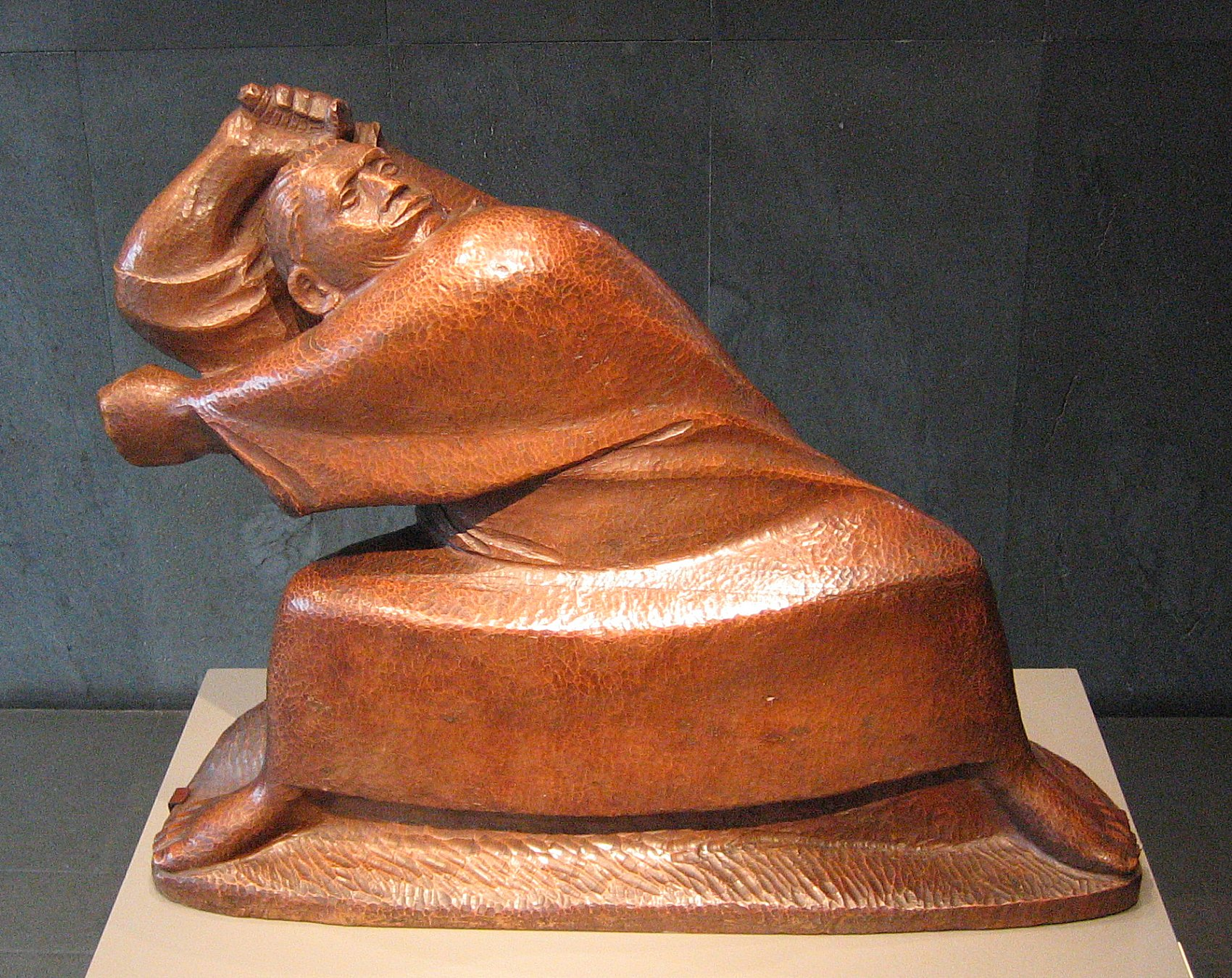
Berseker, 1910
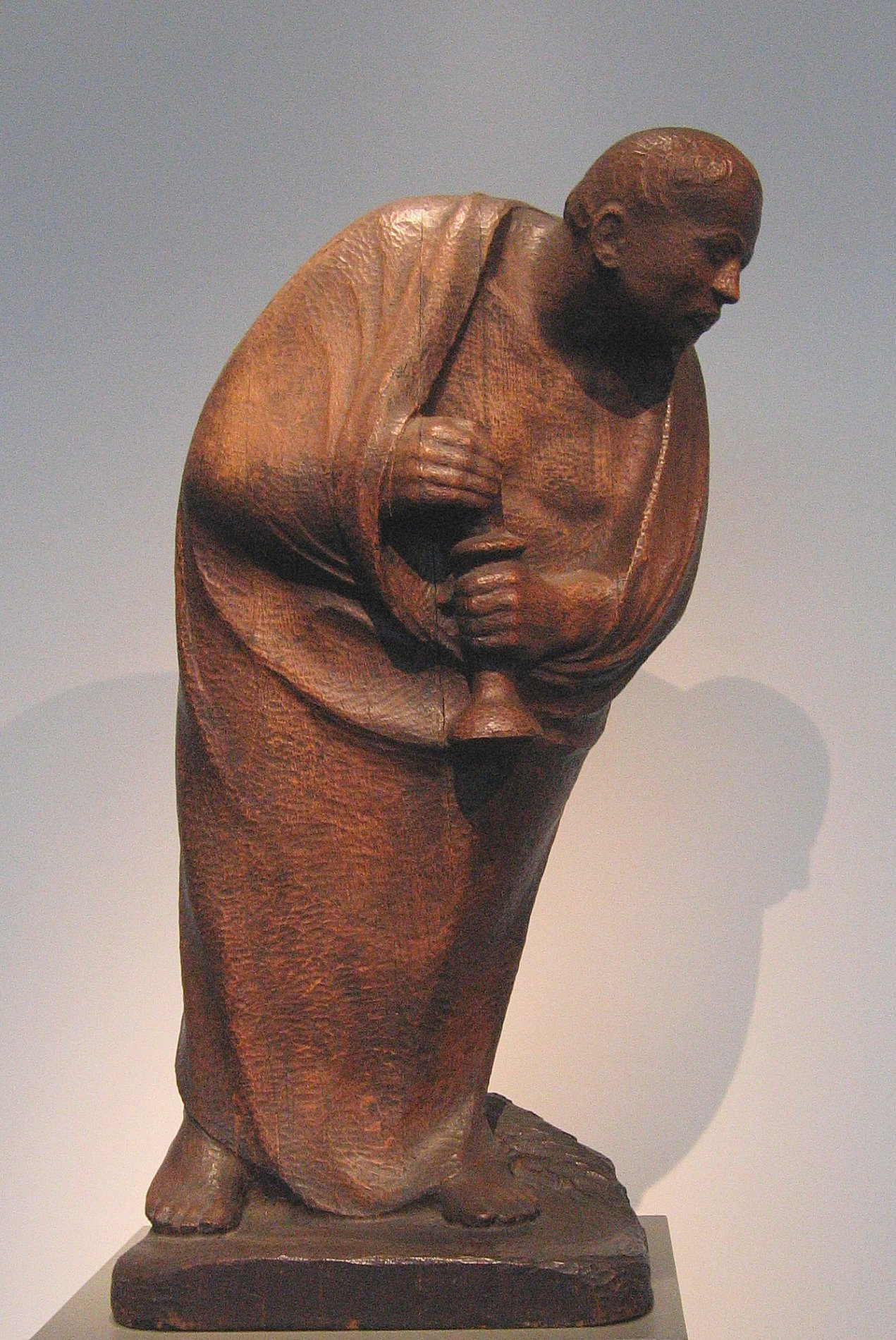
Opuszczenie, 1911
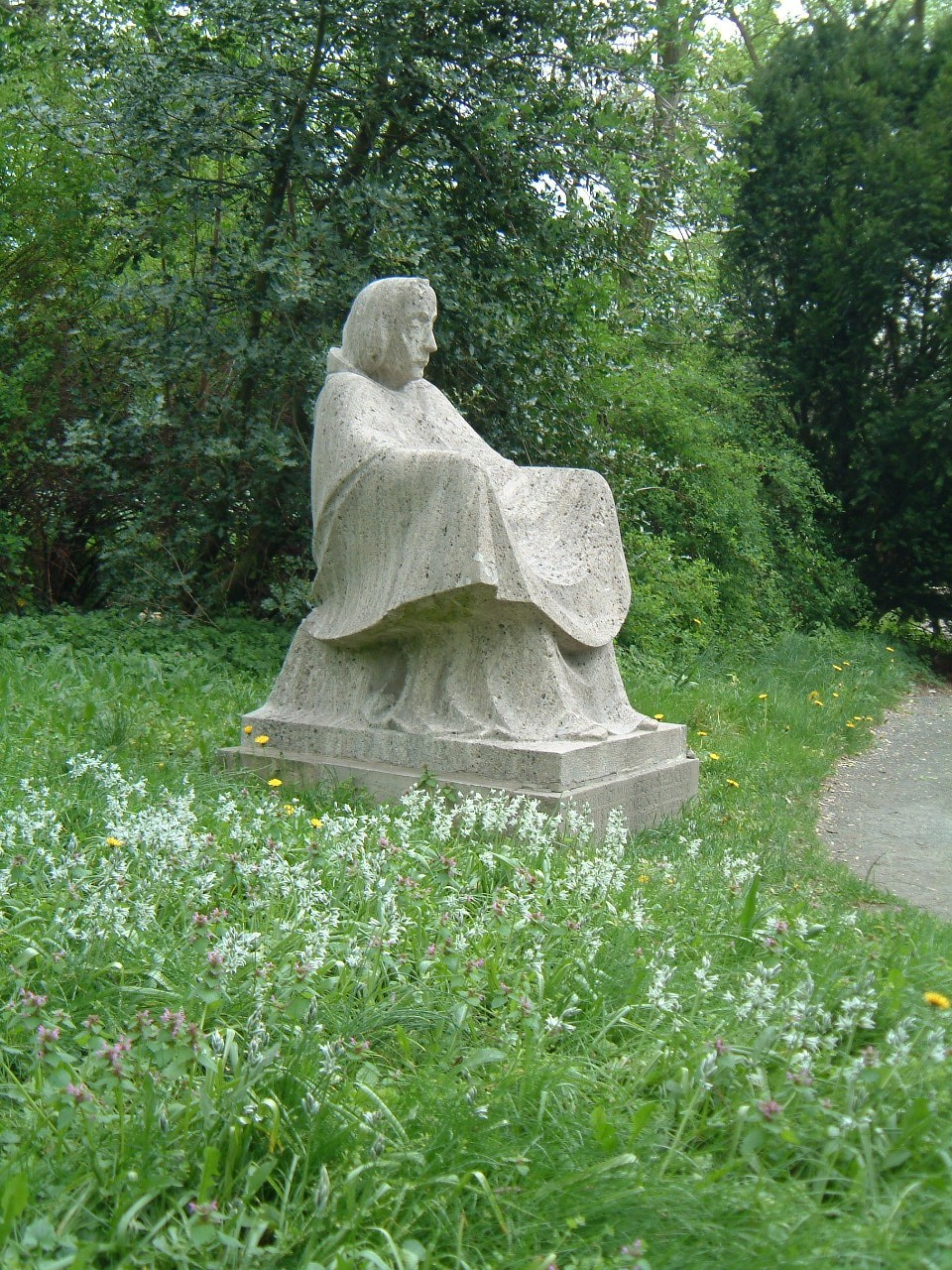
Matka Ziemia, 1920
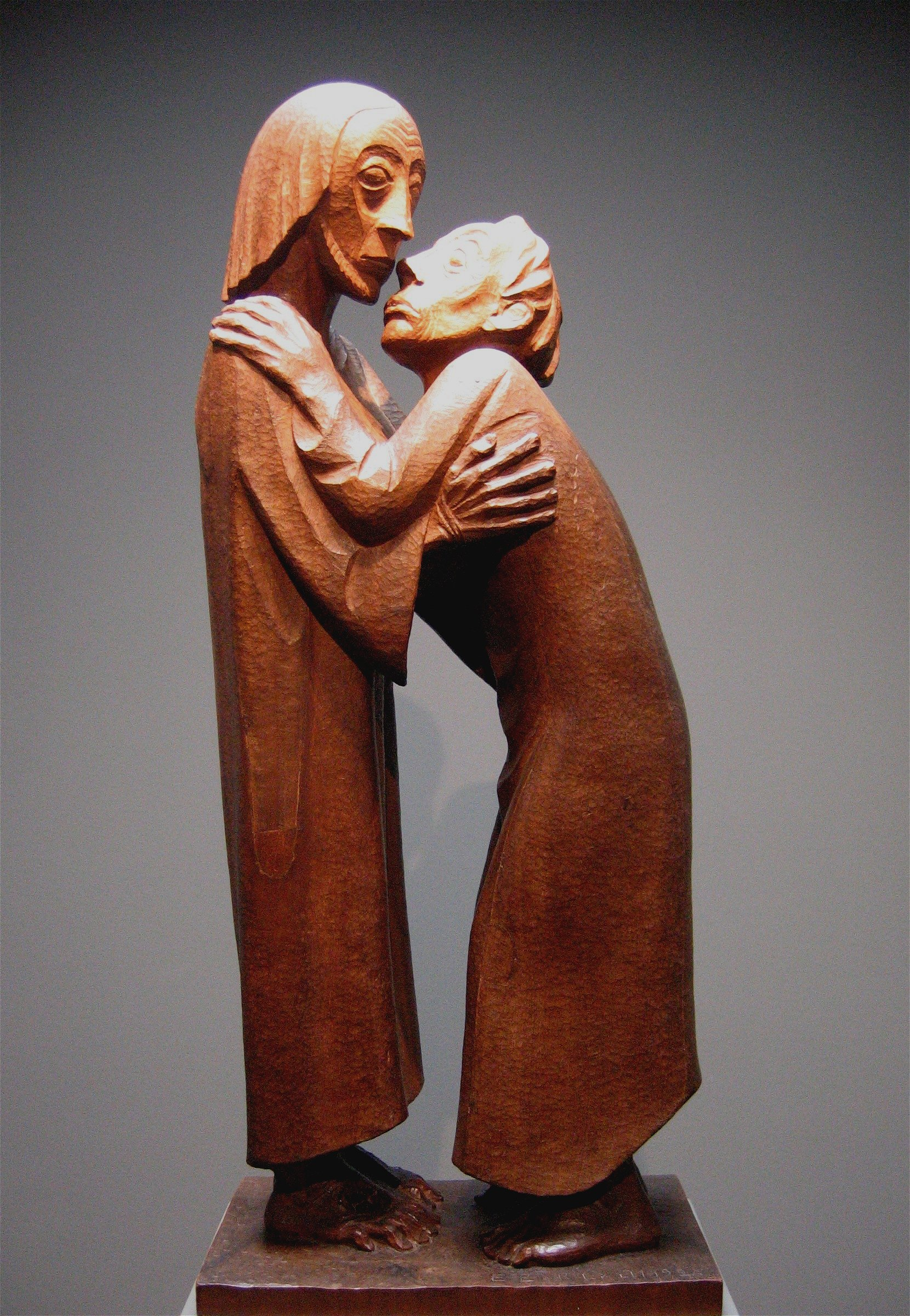
Powitanie, 1926
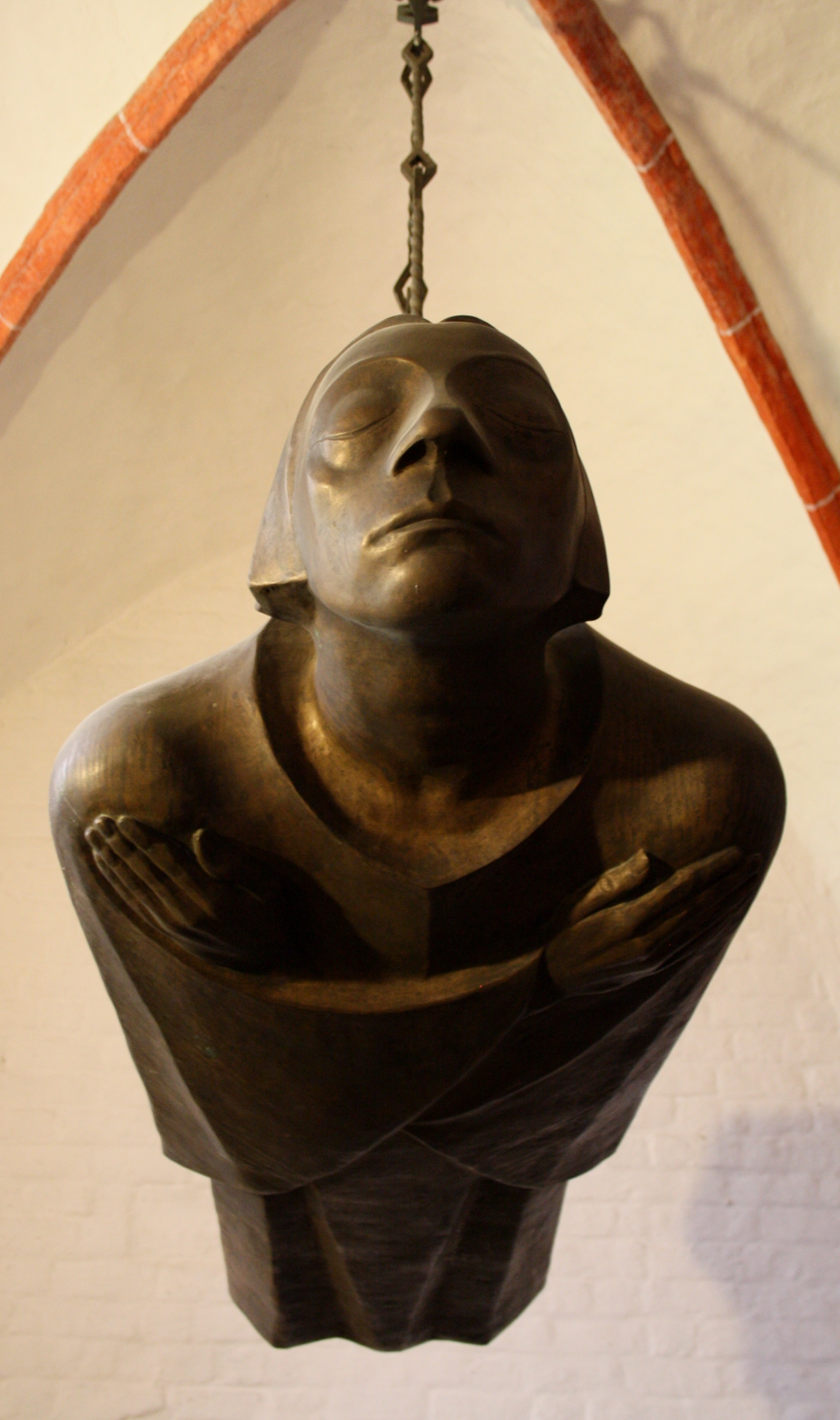
Unoszący się anioł, 1927
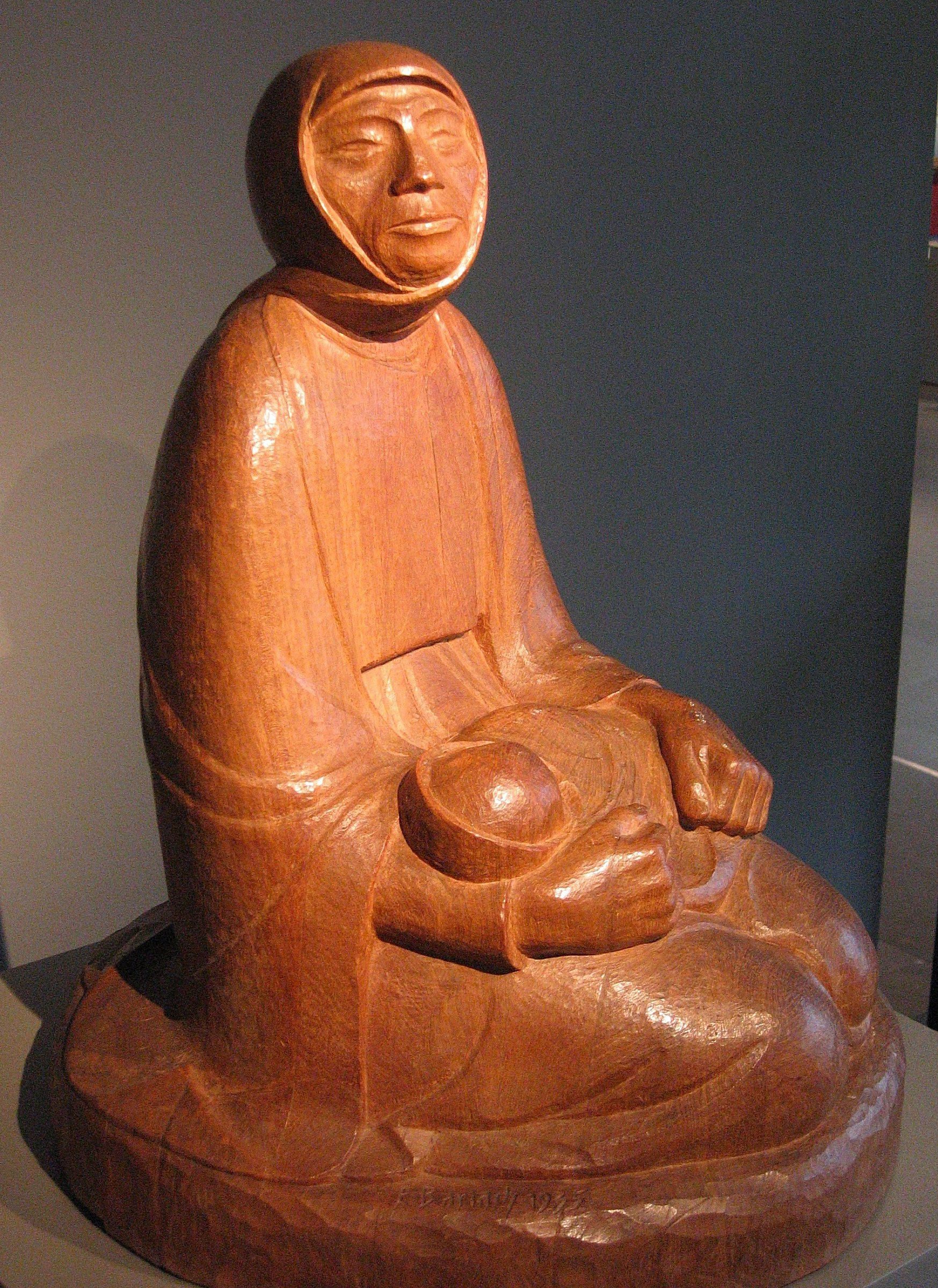
Matka i dziecko, 1935